# Мозров
Мозров (вірм. Մոզրով) — село в марзі Вайоц-Дзор, на півдні Вірменії. Село підпорядковується сільраді сусіднього села Гнишік.